# Rajd Faraonów
Rajd Faraonów – jedna z eliminacji MŚ w rajdach terenowych FIM, która odbywa się co roku w Egipcie (Kair). Trasa rajdu od startu do mety liczy 3100 km i odbywa się w formacie podobnym do Rajdu Dakar, gdyż udział w rywalizacji biorą tak samo ciężarówki, samochody jak i motocykle. W roku 2004 Rajd Faraonów był najdłuższą eliminacją FIM, gdyż trwał od 25 września do 4 października.
29 września 2004 roku na trasie jednego z etapów zginął 3-krotny zwycięzca Rajdu Dakar – Francuz Richard Sainct.